# Melchsee
Le Melchsee est un lac situé dans les Alpes en Suisse.